# Danskere som døde eller blev såret i kamp 9. april 1940
Nedenfor er den komplette liste over danskere som døde eller blev såret i kamp d. 9 april 1940 under invasionen af Danmark. Normalt opgives tallet for dræbte i kamp til 13, men grænsegendarmeriet led imidlertid også tab d. 9. april. Dermed var de samlede personeltab for Danmark den 9. april 16 dræbte og 21 sårede.

## Dræbte i kamp den 9. april
Hæren:
- Vilhelm Godtfredsen[3] – Løjtnant i Jydske Flyverafdeling Værløse
- Gustav Friedrich Brodersen[3] – Sekondløjtnant i Jydske Flyverafdeling Værløse
- Carl Henrik Vous – Sergent i 16. Bataljon ved Hokkerup
- Frode J.M. Vesterby – Kornet i 2. Regiment/kanonkompagni ved Haderslev[4]
- 780/ Niels Møller Schmidt – Menig i 3. Bataljon ved Haderslev
- 327/Bjarne Christian Poulsen – Menig i 4. Bataljon ved Bjergskov[5]
- 410/Frode P.K Nielsen – Menig i 4. Bataljon ved Sdr. Hostrup
- 731/Peder Jørgen Andersen – Menig i 4. Bataljon ved Bredevad[6]
- 724/Poul Søgaard – Menig i 4. Bataljon ved Bredevad[5]
- 72/Carl G. Jørgensen – Menig i 4. Bataljon ved Lundtoftbjerg[5]
- 108/O. A. Hansen – Menig i 2. Regiment/kanonkompagni ved Haderslev
- 305/Hans Christian Hansen – Menig i 2. Regiment/kanonkompagni ved Haderslev. 2007 kom det frem at han blev skudt med et gammelt belgisk Mausergevær fra 1. verdenskrig, som de fremrykkende tyske tropper ikke brugte, og derfor må det være en helt anden snigskytte, der har benyttet sig af lejligheden til at hjælpe den tyske Wehrmacht. Der kan være tale om en dansk nazist eller måske en fra det tyske mindretal.[7]
- 584/Jørgen Th. Jørgensen – Menig i 2. Fodfolkspionerbataljon ved Kværs[8]

Grænsegendarmeriet:
- J.P. Birk – Overgendarm, ved viadukten i Padborg
- A.A. Hansen – Overgendarm, ved viadukten i Padborg
- A.S. Albertsen – Overgendarm, ved viadukten i Padborg

## Såret i kamp den 9. april 1940
Hæren:

- 50/Agger – Menig i Den Kongelige Livgarde ved Amalienborg
- 284/Garmer – Menig i Den Kongelige Livgarde ved Amalienborg
- 315/Berthelsen – Menig i Den Kongelige Livgarde ved Amalienborg
- J. Løvgren – Sergent i 4. Bataljon ved Bredevad
- 579/H. Mathiesen – Korporal i 4. Bataljon ved Sdr. Hostrup
- 309/B.A. Larsen – Underkorporal i 4. Bataljon ved Bredevad
- 80/H. Finseth – Sygepasser i 4. Bataljon ved Bjergskov
- 209/L.O.M.K Jepsen – Menig i 4. Bataljon ved Hokkerup
- 406/E. Hindsgavl – Menig i 4. Bataljon ved Hostrup
- 311/M.L. Andersen – Menig i 4. Bataljon ved Søgaard
- 207/B.I. Jensen – Menig i 4. Bataljon ved Hokkerup
- 412/J.M. Vestergaard – Menig i 4. Bataljon ved Sdr. Hostrup
- 314/I.C. Fredensborg – Menig i 4. Bataljon ved Søgaard
- 704/P. Jespersen – Menig i 4. Bataljon ved Bredevad
- 706/N.E. Bak – Menig i 4. Bataljon ved Bredevad
- 732/C.J. Jensen – Menig i 4. Bataljon ved Bredevad
- E. Krogh – Korporal i 2. Regiment/kanonkompagni ved Haderslev
- 391/B. Berthelsen – Menig i 2. Regiment/kanonkompagni ved Haderslev
- 313/G.P.Hansen – Menig i 2. Regiment/kanonkompagni ved Haderslev
- 310/R. Christensen – Menig i 2. Regiment/kanonkompagni ved Haderslev
- 308/I. Bonde – Menig i 2. Regiment/kanonkompagni ved Haderslev

## Fodnoter
1. ↑  Danske tab under besættelsen den 9. april 1940 Arkiveret 29. marts 2019 hos  Wayback Machine milhist.dk
2. ↑  "Mindesmærker". Arkiveret fra originalen 27. maj 2012. Hentet 27. februar 2010.
3. 1 2  Petersen, Karsten Skjold; Jacobsen, Torsten Cumberland (2015). 9. april 1940 - Våben, udrustning og uniformer. Nyt Nordisk Forlag Arnold Busck A/S. s. 94-95. ISBN 9788717045026.
4. ↑  "Tirsdag den 9. april 1940 i Aalborg". Arkiveret fra originalen 2. april 2015. Hentet 27. februar 2010.
5. 1 2 3  "Bot genereret titel -->". Arkiveret fra originalen 17. februar 2021. Hentet 29. marts 2019.
6. ↑  "Vissenbjerg Kirke". Arkiveret fra originalen 7. august 2013. Hentet 9. juni 2019.
7. ↑  [//da.wikipedia.org/w/index.php?title=Wikipedia:Artikler_med_d%C3%B8de_eksterne_henvisninger&dwl=http://www.dr.dk/P1/Dokumentarzonen/Udsendelser/2007/04/20070410173030.htm Arkiveret 30. juni 2007 hos  Wayback Machine Webside ikke længere tilgængelig], Søg i webarkiv:  [https://web.archive.org/web/20070630232207/http://www.dr.dk/P1/Dokumentarzonen/Udsendelser/2007/04/20070410173030.htm Arkiveret 30. juni 2007 hos  Wayback Machine Projektilet] dr.dk
8. ↑  "Jørgen Jørgensen dræbt d. 9. april 1940". Arkiveret fra originalen 29. april 2011. Hentet 27. februar 2010.